# Улица Павла Корчагина (Москва)
Улица Па́вла Корча́гина — улица на севере Москвы в Алексеевском районе Северо-Восточного
административного округа, между Новоалексеевской улицей и площадью Академика Люльки. На улице (в её конце) находится комплекс зданий Московского политехнического университета.

## История
До своего переименования 9 августа 1965 года улица называлась по находившимся здесь с дореволюционного времени хранилищам нефти и мазута акционерного общества «Мазут»:
- Мазутовский проезд (до 1917 г.)
- 1-й Мазутный проезд (1944—1954 гг.)
- Мазутный проезд (1954—1965 гг.)[2] (хотя на одной из карт 1968 года проезд всё ещё обозначен как «Мазутный»[3])

Это единственная улица в Москве, названная в честь литературного героя: Павел Корчагин — главный герой романа Николая Островского «Как закалялась сталь» — обобщенный образ комсомольца-патриота.

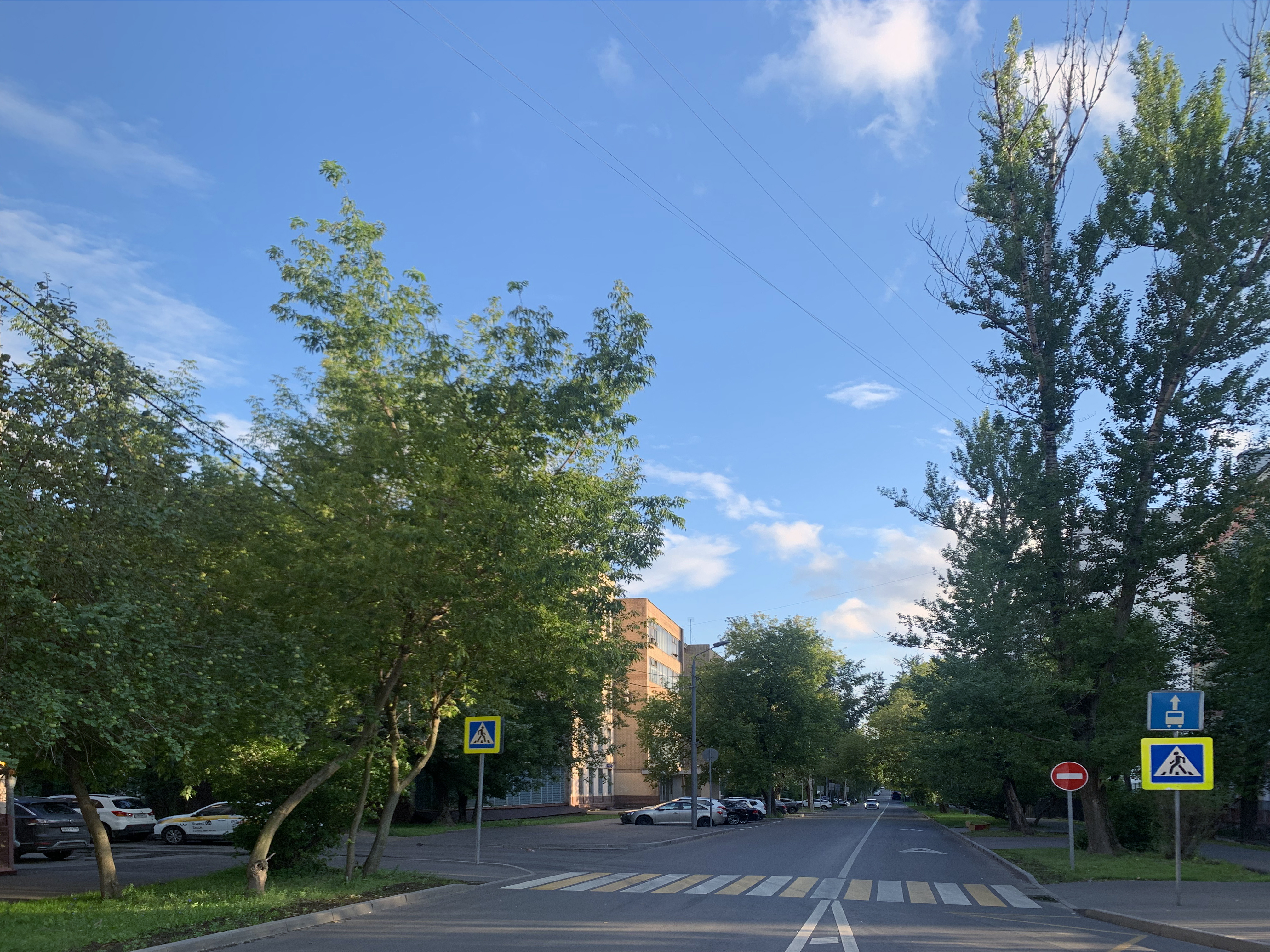
Вид со стороны площади Академика Люльки

## Расположение
Улица Павла Корчагина является продолжением Новоалексеевской улицы от места её пересечения с Маломосковской улицей и 1-м Рижским переулком. Она проходит на северо-восток, пересекает улицу Кибальчича и заканчивается на площади Академика Люльки — пересечении улиц Бориса Галушкина, Космонавтов и Константинова. За улицей Бориса Галушкина продолжается как безымянный проезд, который выходит на улицу Касаткина.

## Примечательные здания и сооружения
По нечётной стороне:
- № 1А — образовательный центр № 1464;
- № 1, строение 1 — детский сад № 1964;
- № 7, строение 1 — журналы: «Пионер», «География и экология в школе XXI века», «Преподавание истории в школе»;
- № 7 — Институт теории и истории педагогики; журналы: «Химия в школе», «Семья и школа»;
- № 13А — школа № 1201 (с углубленным изучением англ. языка);
- № 17 — КСТ имени М.Ф. Панова;
- № 17, строение 1 — Универсальный детский центр обучения "Юнинформ АНО".

По чётной стороне:
- № 2 — Институт по изысканиям и проектированию мостовых переходов Гипростроймост; ООО ПЭСИО («Природосберегающие экологические системы инженерного оборудования»); Навгеоком НПП; Мосгипротранс; типография «Одна восьмая»; Церковь ХВЕ «Слово Жизни»; Арт-центр «MonaClub»;
- № 10 — Жилой дом. Здесь в 1959—1965 годах жил писатель Кир Булычёв[5];
- № 12 — детский сад № 1017;
- № 14 — жилой дом. Здесь жил конструктор, основоположник космической стыковочной техники В. С. Сыромятников[6];
- № 18 — гимназия № 1503;
- № 22 — Московский политехнический университет;
- № 288 —  бывшая средняя школа, в настоящее время снесена